# Chronique (littérature)
 (novembre 2016).
Si vous disposez d'ouvrages ou d'articles de référence ou si vous connaissez des sites web de qualité traitant du thème abordé ici, merci de compléter l'article en donnant les références utiles à sa vérifiabilité et en les liant à la section « Notes et références ».
Pour les articles homonymes, voir Chronique et Chroniqueur.
Une chronique (en latin : chronica, du grec χρονικά / khroniká, de χρόνος / khrónos, « temps ») est un récit historique des faits et événements classés par ordre chronologique, comme dans une chronologie. Son auteur se nomme un chroniqueur.

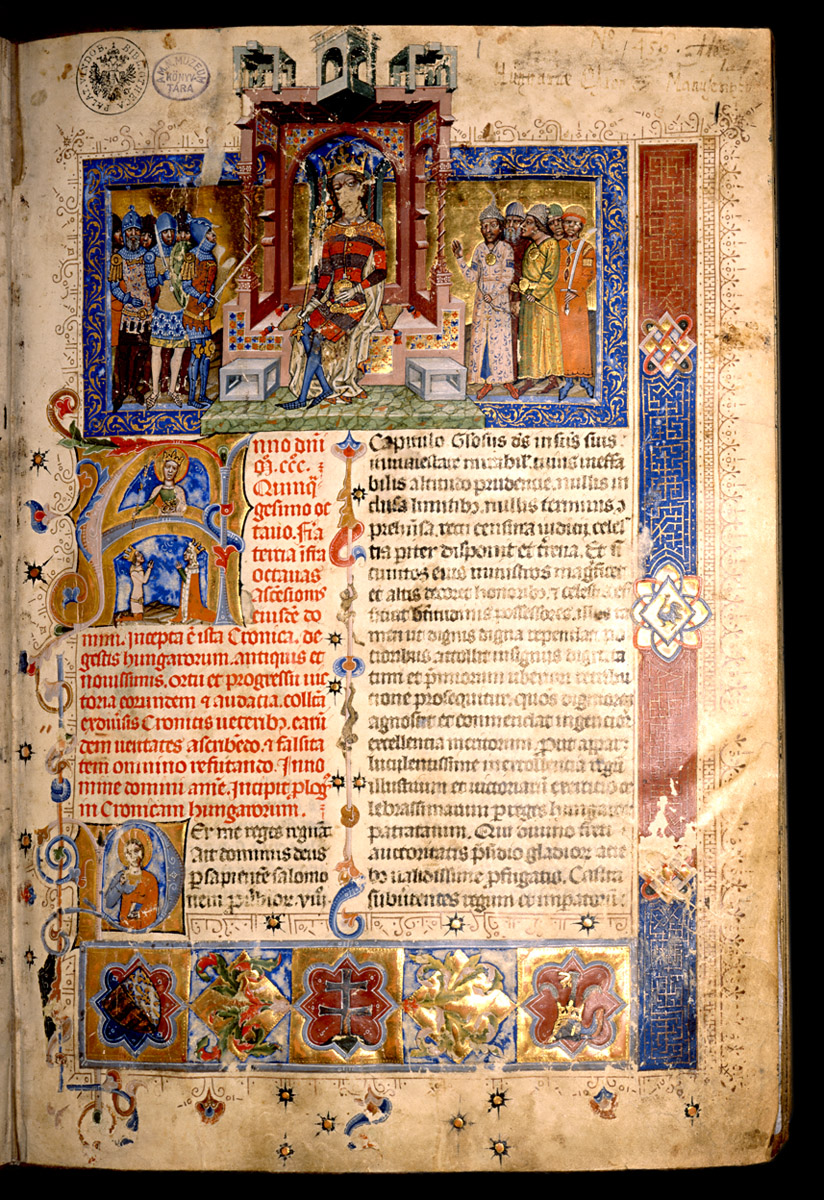
Chronicon Pictum, la « Chronique enluminée » de la cour royale hongroise de 1358.

Les sources d’information des chroniques varient. Certaines chroniques sont écrites à partir de la connaissance directe du chroniqueur, d'autres à partir de témoins ou de participants aux événements, d'autres encore sont des récits transmis de génération en génération par tradition orale. Certains auteurs ont utilisé des documents écrits, tels que des chartes, des lettres et des chroniques antérieures. D'autres encore sont des contes d'origine inconnue qui ont un statut mythique. Les copistes ont également modifié les chroniques en les copiant de manière créative, en y apportant des corrections ou en les mettant à jour ou en les continuant avec des informations non disponibles pour le chroniqueur original. Déterminer la fiabilité de chroniques particulières est important pour les historiens.
De nombreux journaux et autres périodiques ont adopté le terme « chronique » dans leur nom.

## Sous-groupes
Le terme désigne souvent un livre écrit au Moyen Âge par un chroniqueur décrivant des événements historiques survenus dans un pays, ou la vie d'un noble ou d'un ecclésiastique, bien qu'il soit également appliqué à un compte rendu d'événements publics. La première chronique médiévale à combiner à la fois des entrées rétrospectives et contemporaines est celle d'Irlande, qui couvre les années 431 à 911.

## Caractéristiques
Une chronique n'est pas forcément la représentation vraie et absolue de ce qu'elle décrit même si leurs auteurs pouvaient parfois être convaincu du contraire.
En règle générale, le même poids est donné tant pour les événements historiquement importants que pour les événements locaux, contrairement au récit ou aux livres sur l'histoire, qui excluent les faits que l'auteur ne considère pas comme importants.[réf. nécessaire]

## Listes de chroniques
- Chroniques babyloniennes (ensemble vaguement défini de 25 tablettes d'argile)
- Chroniques birmanes
- Chroniques royales cambodgiennes (collection vaguement définie)
- Liste des recueils de sources sur les Croisés (la plupart d'entre elles sont des chroniques)
- Liste des chroniques danoises
- Liste des chroniques anglaises
- Chroniques musulmanes pour l'histoire de l'Inde
- Chroniques du Népal
- Liste des chroniques de Russie
- Chroniques serbes

### Liste alphabétique des chroniques marquantes

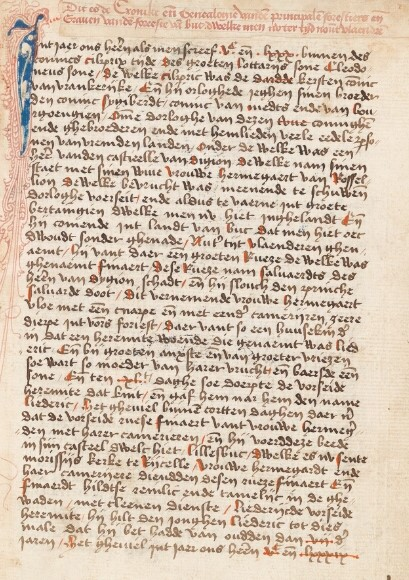
Chroniques de Flandre. Manuscrit réalisé en Flandre, 2e moitié du XVe siècle et conservé à la Bibliothèque universitaire de Gand.

- History of Alam Aray Abbasi – dynastie des Séfévides
- Alamgirnama – Empire moghol
- Alexandrian World Chronicle - Greek history of the world until 392 AD
- Altan Tobchi - Empire mongol
- Chronique anglo-saxonne (Anglo-Saxon Chronicle) – Histoire des îles Britanniques
- Annales de Saint-Bertin (Annales Bertiniani) – Francie occidentale
- Annales Cambriae – Histoire du pays de Galles
- Annales Posonienses – Royaume de Hongrie
- Annales seu cronicae incliti Regni Poloniae – Histoire de la Pologne
- Annales d'Inisfallen – Histoire de l'Irlande
- Annales de Loch Cé – Histoire de l'Irlande
- Annales des quatre maîtres (Annals of the Four Masters) – Histoire de l'Irlande
- Annales des Printemps et Automnes – Histoire de la Chine
- Annales de Thoutmôsis III – Égypte antique
- The Annals of the Choson Dynasty – Histoire de la Corée
- Babylonian Chronicles – Histoire de la Mésopotamie
- Anonymous Bulgarian Chronicle – Histoire de la Bulgarie
- Barnwell Chronicle - Angleterre
- Bodhi Vamsa – Sri Lanka
- Livres des Chroniques attribués à Esdras – Israël
- Buranji – Âhoms, Assam, Inde
- Bychowiec Chronicle Histoire de la Lituanie
- Cāmadevivaṃsa – Northern Thailand
- Culavamsa – Sri Lanka
- (Chronica Polonorum): see Gesta principum Polonorum
- Cheitharol Kumbaba – Manipur, India
- Chronica Gentis Scotorum
- Chronica Hungarorum – History of Hungary
- Chronica seu originale regum et principum Poloniae – Histoire de la Pologne
- Chroniques mozarabes (Chronicle of 754) - Histoire de l'Espagne
- Chronique de Ramon Muntaner par Ramon Muntaner – 13e/14e siècles Couronne d'Aragon. Third and longest of the Grand Catalan Chronicles.
- Chronicle of Finland (Chronicon Finlandiae) par Johannes Messenius – Histoire de la Finlande
- Chronicle of Fredegar - France
- Chronicle of the Slavs – Europe
- Chronicle of Greater Poland – Poland
- Chronicle of Jean de Venette – France
- Chronicle of the Bishops of England (De Gestis Pontificum Anglorum) par William of Malmesbury
- Chronicle of the Kings of Alba - Scotland
- Gesta Regum Anglorum (Chronicle of the Kings of England) par Guillaume de Malmesbury
- Chronicles of Mann - Isle of Man
- Chronicon of Eusebius
- Chronicon Scotorum – Histoire de l'Irlande
- Chronicon of Thietmar of Merseburg
- Chronicon Paschale - 7th century Greek chronicle of the world
- Chronicon Pictum – Histoire de la Hongrie
- Chronographia – 11th century History of the Eastern Roman Empire (Byzantium) par Michael Psellos
- Comentarios Reales de los Incas
- Conversion of Kartli – Georgia
- Cronaca[5]- Chronicle of Cyprus from the 4th up to the 15th century par Cypriot chronicler Léonce Machairas
- Cronaca fiorentina – Chronicle of Florence up to the end of the 14th Century par Baldassarre Bonaiuti
- Cronicae et gesta ducum sive principum Polonorum – Poland
- Chronique de Croyland (Croyland Chronicle) – Histoire de l'Angleterre
- Chronique de Nabil – Baháʼí Faith and Moyen-Orient
- Dioclean Priest's Chronicle – Europe
- Dipavamsa – Sri Lanka
- Divan des rois d'Abkhazie – Géorgie
- Epic of Sundiata - Histoire de l'Afrique de l'Ouest
- Epitome rerum Hungarorum – Histoire de la Hongrie
- Eric's Chronicle – Histoire de la Suède
- Eusebius Chronicle – Mediterranean and Proche-Orient ancien
- Fragmentary Annals of Ireland – Histoire de l'Irlande
- Chroniques de Froissart – France et Europe de l’Ouest
- Galician-Volhynian Chronicle – Ukraine
- Georgian Chronicles – Histoire de la Géorgie
- Gesta Hungarorum – Histoire de la Hongrie
- Gesta Hunnorum et Hungarorum – Histoire de la Hongrie
- Gesta Normannorum ducum – Normandy
- Gesta principum Polonorum
- Grandes Chroniques de France – France
- General Estoria par Alfonso X – c. 1275-1284 Castille, Espagne.
- Henry of Livona Chronicle – Eastern Europe
- Historia Ecclesiastica – Norman England
- Historia Scholastica par Petrus Comestor - 12th century France
- The Historie and Chronicles of Scotland, Robert Lindsay of Pitscottie
- História da Província Santa Cruz a que vulgarmente chamamos Brasil – Histoire du Brésil
- History of the Prophets and Kings – Middle East and Mediterranean
- Hustyn Chronicle – Eastern Europe
- Jami' al-tawarikh par Rashid-al-Din Hamadani - Universal history
- Jans der Enikel – Europe and Mediterranean
- Jerome's Chronicle – Histoire du bassin méditerranéen et du Proche-Orient ancien
- Jinakalamali – Northern Thailand
- Joannis de Czarnkow chronicon Polonorum – Histoire de la Pologne
- Kaiserchronik – Saint-Empire romain germanique
- Kano Chronicle – Nigeria
- Khulasat-ut-Tawarikh par Sujan Rai - Inde
- Khwaday-Namag - Perse
- Kilwa Chronicle - East Africa
- Kojiki - Histoire du Japon
- Lethrense Chronicle – Histoire du Danemark
- Livonian Chronicle of Henry - Livonie
- Livonian Rhymed Chronicle - Livonie
- Libre dels Feyts – Book of the Deeds par James I of Aragon, first of the Grand Catalan Chronicles
- Madala Panji – Chronicle of the Jagannath Temple in Puri, India, related to the History of Odisha
- Mahavamsa – Sri Lanka
- Maronite Chronicle – The Levant, anonymous annalistic chronicle in the Syriac language completed shortly after 664.
- Manx Chronicle – Histoire de l'île de Man
- Nabonidus Chronicle – Mesopotamia
- Nihon Shoki - Histoire du Japon
- Novgorod First Chronicle - Histoire de la Russie
- Nova Cronica – Florence
- La Chronique de Nuremberg
- Anciennes chroniques tibétaines - Tibet
- Parian Chronicle - Grèce antique
- Chronicon Paschale – Mediterranean
- Pictish Chronicle - Histoire de l'Écosse
- Primary Chronicle – Eastern Europe
- Puranas – Histoire de l'Inde
- Rajatarangini – Histoire du Cachemire
- Roit and Quheil of Tyme – Histoire de l'Écosse, Adam Abell
- Roskildense Chronicle – Histoire du Danemark
- Royal Frankish Annals – Royaumes francs
- Scotichronicon – par the Scottish historian Walter Bower
- Shahnama-yi-Al-i Osman par Fethullah Arifi Çelebi – Empire ottoman (1300 ac – the end of Sultan Suleyman I's reign) which is the fifth volume of it Süleymanname
- Skibby Chronicle – Danish Latin chronicle from the 1530s
- Swiss illustrated chronicles – Histoire de la Suisse
- Timbuktu Chronicles – Mali
- Zizhi Tongjian – Chine

### Chroniques rimées
Les chroniques rimées ou poétiques, par opposition aux chroniques prosaïques, comprennent :
- Rhymed Chronicle of 1682 (uk)
- Rhymed Chronicle of Armenia Minor
- Cronache aquilane (it) ("Chronicle of L'Aquila"), both in prose and verse form
- Brabantsche Yeesten (c. 1315–1351) by Jan van Boendale (continued by an anonymous author)[6]
- Cornicke van Brabant (1415) by Hennen van Merchtenen[7]
- Cronijck van Brabant (c. 1435–1460), anonymous, until 1430[8]
- Rhymed Chronicle of Brunswick (de)
- Rhymed Chronicle of Cologne (de) by Gottfried Hagen
- Chronicle of Dalimil
- Rimkrønike
- Chronicon Egmundanum (nl)
- Engelbrekt's Chronicle (sv)
- Erik's Chronicle
- Rhymed Chronicle of Flanders, part of the Comburg Manuscript (nl). It is unique as all other surviving Dutch-language chronicles of Flanders were written in prose.
- Die olde Freesche cronike (1474), anonymous history of Friesland until 1248[9]
- Rhymed Chronicle of Gandersheim (de)
- Rhymed Chronicle of Holland par Melis Stoke
- Karl's Chronicle (sv)
- Rhymed Chronicle of Kastl (Kastler Reimchronik)
- Rhymed Chronicle of Klaas Kolijn (nl), notorious 17th-century forgery pretending to be written in the 12th century
- Livonian Rhymed Chronicle
- Rhymed Chronicle of Mecklenburg par Ernest of Kirchberg
- Chronique métrique de Philippe le Bel ou Chronique rimée (1316) by Geoffrey of Paris
- Chronique rimée (c. 1250) par Philippe Mouskes
- New Prussian Chronicle par Wigand de Marbourg
- Roman de Brut par Wace
- Spieghel Historiael par Jacob van Maerlant
- Sture's Chronicle (sv)
- Styrian Rhymed Chronicle (de)
- Rhymed Chronicle of Utrecht (c. 1378)
- Rhyming Chronicle of Worringen[10]